# Pasterka (Radków)

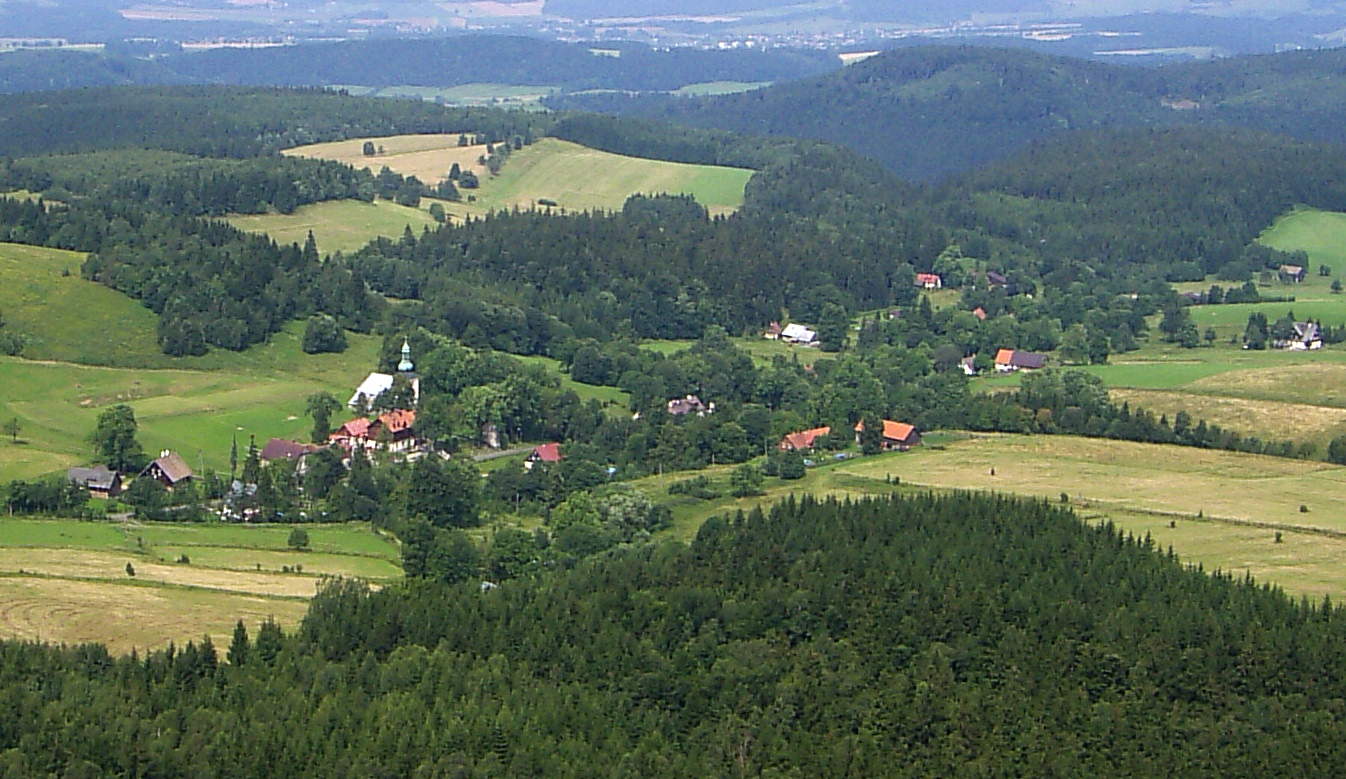
Luftbild von Pasterka

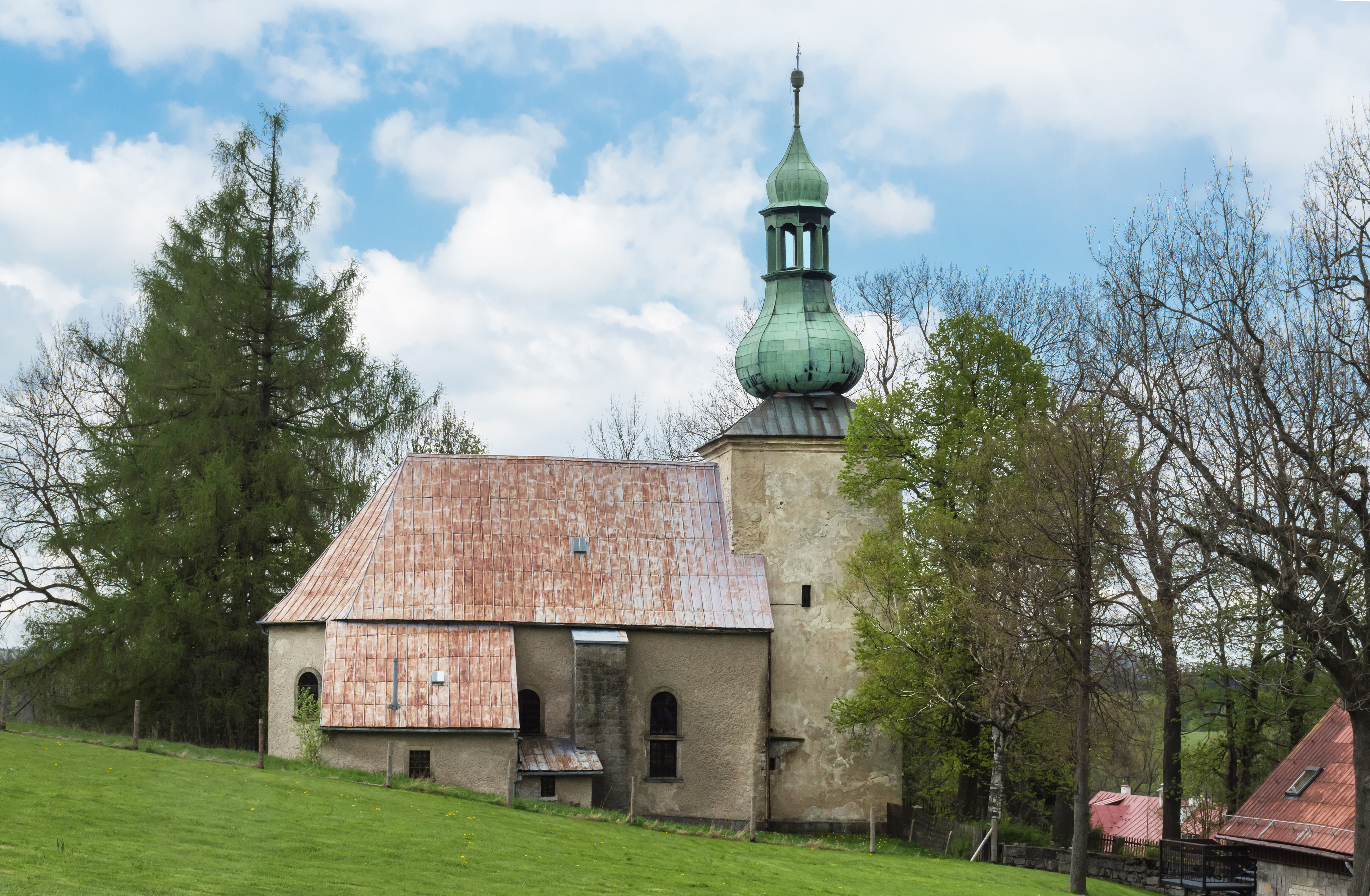
Kirche des hl. Johannes des Täufers

Pasterka (deutsch: Passendorf; tschechisch Pasterkov) ist ein Dorf in der Stadt- und Landgemeinde Radków (Wünschelburg) im Powiat Kłodzki der Woiwodschaft Niederschlesien in Polen. Es liegt elf Kilometer nördlich von Duszniki-Zdrój (Bad Reinerz).

## Geographie
Pasterka liegt im Heuscheuergebirge an der Židovka (Sichler Bach) an der Grenze zu Tschechien. Es wird über einen Weg erreicht, der unterhalb der Großen Heuscheuer und der Kleinen Heuscheuer verläuft und der von der Heuscheuerstraße (polnisch Szosa stu zakrętów) zwischen Radków und Karłów (Wünschelburg–Karlsberg) abzweigt. Nachbarorte sind Studená Voda (Kaltwasser) im Nordosten, Karłów im Südosten und Ostra Góra (Nauseney) im Südwesten, von dem aus eine Wegverbindung in die tschechischen Orte Machovská Lhota (Lhota Möhlten) und Machov (Machau) verläuft.

## Geschichte
Die älteste urkundliche Erwähnung des zum Königgrätzer Kreis gehörenden Pasterkow bzw. Pastorkow stammt aus dem Jahre 1415, als Boček II. von Podiebrad die Herrschaft Nachod erwarb. Unter den in dem entsprechenden Kaufvertrag erwähnten Ortschaften befindet sich auch „Pastkow bei Deutsch-Cerma“. Am 16. September 1494 wurde das „wüste Dorf Pasterkow“ mit allem Zubehör von Herzog Heinrich d. Ä., der nach dem Tod seines Vaters Georg von Podiebrad u. a. die Herrschaft Nachod geerbt hatte, lehnsrechtlich dem Nachoder Burggrafen Simon Sudlitz von Žernov übertragen und mit dessen Tscherbeneyer Lehnsgut „Hartwig“ (Hartvík) bzw. „Černík“ verbunden. Dadurch gehörte es ab 1494 zur Herrschaft Hummel, die 1477 von Herzog Heinrich d. Ä. in die Grafschaft Glatz eingegliedert worden war. Die entsprechende Urkunde wurde auf dem Glatzer Schloss, auf dem Herzog Heinrich d. Ä. residierte, ausgestellt. Als Zeugen waren zugegen die herzöglichen Söhne Albrecht, Georg und Karl sowie der Kanzler Klemens von Jackschönau und der Kanzleischreiber Simon von Naumburg.
Am 22. Februar 1525 löste der Besitzer der Herrschaft Nachod, Johann Špetle von Pruditz (Jan Špetle z Prudic a ze Žlebů) das Lehensverhältnis zu Jakob Sudlitz von Žernov aus und schenkte das Lehnsgut sowie „Pasterkow“ seinem Nachoder Burghauptmann Dobeš/Tobias Slansky von Doubrawitz. Für das Jahr 1571 ist als Ortsname erstmals „Passendorf“ belegt. Nach der Auflösung der Herrschaft Hummel wurde Passendorf Kammergut. 1601 verkaufte der böhmische Landesherr Rudolf II. Passendorf zusammen mit Nauseney und der Kolonie Brunnkress an die königliche Immediatstadt Wünschelburg. Zugleich wurden alle drei Orte in die Pfarrei Wünschelburg eingegliedert. 1612 erbauten die damals lutherischen Dorfbewohner eine Begräbniskirche aus Holz, die im Zuge der Gegenreformation 1624 als katholisches Gotteshaus genutzt und dem hl. Johannes dem Täufer geweiht wurde. Sie war Filialkirche der Pfarrei Wünschelburg. Wegen Überschuldung musste die Stadt Wünschelburg 1631 Passendorf zusammen mit anderen Dorfschaften und Gütern ihren Gläubigern überlassen. Ab 1653 gehörten Passendorf, Nauseney/„Lausenei“ und Brunngress/„Brungres“ einem Herrn Mantel, 1723 dem Johann Franz Joseph von Langwies. Im August 1731 verheerte ein Brand große Teile des königlichen Waldes unterhalb von Passendorf/„Pastorkow“.
Nach dem Ersten Schlesischen Krieg 1742 und endgültig mit dem Hubertusburger Frieden 1763 fiel Passendorf zusammen mit der Grafschaft Glatz an Preußen. 1781 wurde zwischen den Gemeinden Passendorf, Nauseney und Karlsberg sowie dem Pfarrer von Wünschelburg eine Vereinbarung getroffen, wonach jeden vierten Sonntag im Monat sowie an einigen besonderen Tagen Gottesdienst für diese drei Gemeinden in der Passendorfer Kirche gehalten werden sollte. An den übrigen Sonn- und Feiertagen besuchten die Gläubigen die Gottesdienste in Wünschelburg oder in dem weniger weit entfernten Machau. Mit Genehmigung des Prager erzbischöflichen Konsistoriums wurde 1786 eine neue Kirche aus Stein errichtet, für die die königliche Kammer das benötigte Bauholz zur Verfügung stellte. 1793 gehörte Passendorf einem Herrn Bernhard. Für dieses Jahr sind ein Schulhaus, 14 Bauern- sowie 34 Gärtner- und Häuslerstellen nachgewiesen. 1812 wurde die Kirche von Passendorf zur Kuratie erhoben. Erster Kuratus wurde der Lewiner Kaplan Antonius Ernst. 
Nach der Neugliederung Preußens gehörte Passendorf ab 1815 zur Provinz Schlesien, die in Landkreise aufgeteilt wurde. In den Jahren 1816 bis 1853 war der Landkreis Glatz, zwischen 1854 und 1932 der Landkreis Neurode zuständig. Nach dessen Auflösung 1933 gehörte Passendorf bis 1945 wiederum zum Landkreis Glatz. Seit 1874 gehörte die Landgemeinde Passendorf zum Amtsbezirk Karlsberg. Wegen seiner früheren Zugehörigkeit zur Herrschaft Nachod wurde es nach dem Übergang an Preußen dem Böhmischen Winkel zugerechnet.
1892 wurde Passendorf selbständige Pfarrei. Erster Pfarrer war Prälat Heinze. Während seiner Amtszeit wurden für die Kirche eine neue Orgel, neue Kirchenbänke sowie zwei Glocken angeschafft und der Altar renoviert. Ihm gelang es auch mit staatlicher Unterstützung, in den Jahren 1903 und 1904 ein neues Pfarrhaus sowie ein neues Schulgebäude zu erbauen. Die Pfarrei umfasste die Orte Karlsberg, Klein-Karlsberg, Nauseney und Brunnkress (Řeřišný). Nachdem das letztere mit einem Grenzvertrag aus dem Jahre 1930, der allerdings erst 1935 umgesetzt wurde der Tschechoslowakei zugeschlagen wurde, schied es aus der Passendorfer Pfarrei aus.
Nach dem Ersten Weltkrieg entwickelte sich Passendorf zu einem beliebten Ferien- und Wintersportort. In den 1930er Jahren verfügte es über ein Wasserleitungs- und Kanalisationssystem. 1939 wurden 493 Einwohner gezählt.
Als Folge des Zweiten Weltkriegs fiel Passendorf 1945 mit dem größten Teil Schlesiens an Polen. Es wurde zunächst in Pasza und 1946 in Pasterka umbenannt. Die deutsche Bevölkerung wurde, soweit sie nicht schon vorher über die nahe Grenze in die Tschechoslowakei geflohen war, 1946 vertrieben. Die wenigen neu angesiedelten Bewohner waren teilweise Zwangsumgesiedelte aus Ostpolen, das an die Sowjetunion gefallen war. Wegen der abgelegenen Lage blieben die meisten Häuser unbewohnt und wurden dem Verfall preisgegeben. Von 1975 bis 1998 gehörte Pasterka zur Woiwodschaft Wałbrzych (Waldenburg). Die noch vorhandenen Häuser werden heute überwiegend als Ferienunterkünfte genutzt. Die Einwohnerzahl beträgt weniger als 50.

## Sehenswürdigkeiten
- Die dem hl. Johannes dem Täufer geweihte römisch-katholische Kirche wurde 1789 im Barockstil neu errichtet. Sie ist von einem Kirchhof mit alten Grabsteinen umgeben. Heute ist sie Filialkirche von Radków.